# Vanikoro imbricata
Vanikoro imbricata är en snäckart. Vanikoro imbricata ingår i släktet Vanikoro och familjen Vanikoridae. Inga underarter finns listade i Catalogue of Life.